# Reggie Bannister
Reggie Bannister (* 29. September 1945 in Long Beach, Kalifornien) ist ein US-amerikanischer Schauspieler, der vor allem durch seine Mitwirkung an der Das-Böse-Filmreihe bekannt ist.

## Leben
Bannister studierte am Long Beach City College und schloss zuvor seine Schulbildung an der Poly Tech High ab. Er diente im Vietnam-Krieg. Mitte der 1970er Jahre begann er seine Schauspielkarriere und arbeitete schon bei seinem ersten Film mit dem Regisseur Don Coscarelli zusammen. 1979 übernahm er eine der tragenden Rollen in Das Böse und war auch in den vier Fortsetzungen zu sehen. Bannister wirkte an rund 50 Film- und Fernsehproduktionen mit. Sein Schwerpunkt liegt hierbei auf dem Horrorgenre. 2013 produzierte er den Film Bloody Bloody Bible Camp, für den er auch die Filmmusik komponierte.
Bannister ist außerdem seit den 1960er Jahren als Musiker aktiv und veröffentlichte mehrere Alben. Er ist verheiratet.

## Filmografie (Auswahl)
- 1979: Das Böse (Phantasm)
- 1988: Das Böse II (Phantasm II)
- 1994: Das Böse III (Phantasm III: Lord of the Dead)
- 1997: Wes Craven’s Wishmaster (Wishmaster)
- 1998: Phantasm IV (Phantasm IV: Oblivion)
- 2002: Bubba Ho-Tep
- 2005: The Mangler Reborn
- 2006: Graveyard Monster (Cemetery Gates)
- 2006: City of the Dead (Last Rides)
- 2006: Spring Break Massacre
- 2007: Interstate
- 2007: Zombie Rage
- 2008: Metal Man
- 2016: Phantasm V (Phantasm V: Ravager)